# Damias catarrhoa
Damias catarrhoa är en fjärilsart som beskrevs av Edward Meyrick 1886. Damias catarrhoa ingår i släktet Damias och familjen björnspinnare. Inga underarter finns listade i Catalogue of Life.